# Hotel Waldhaus (Flims)

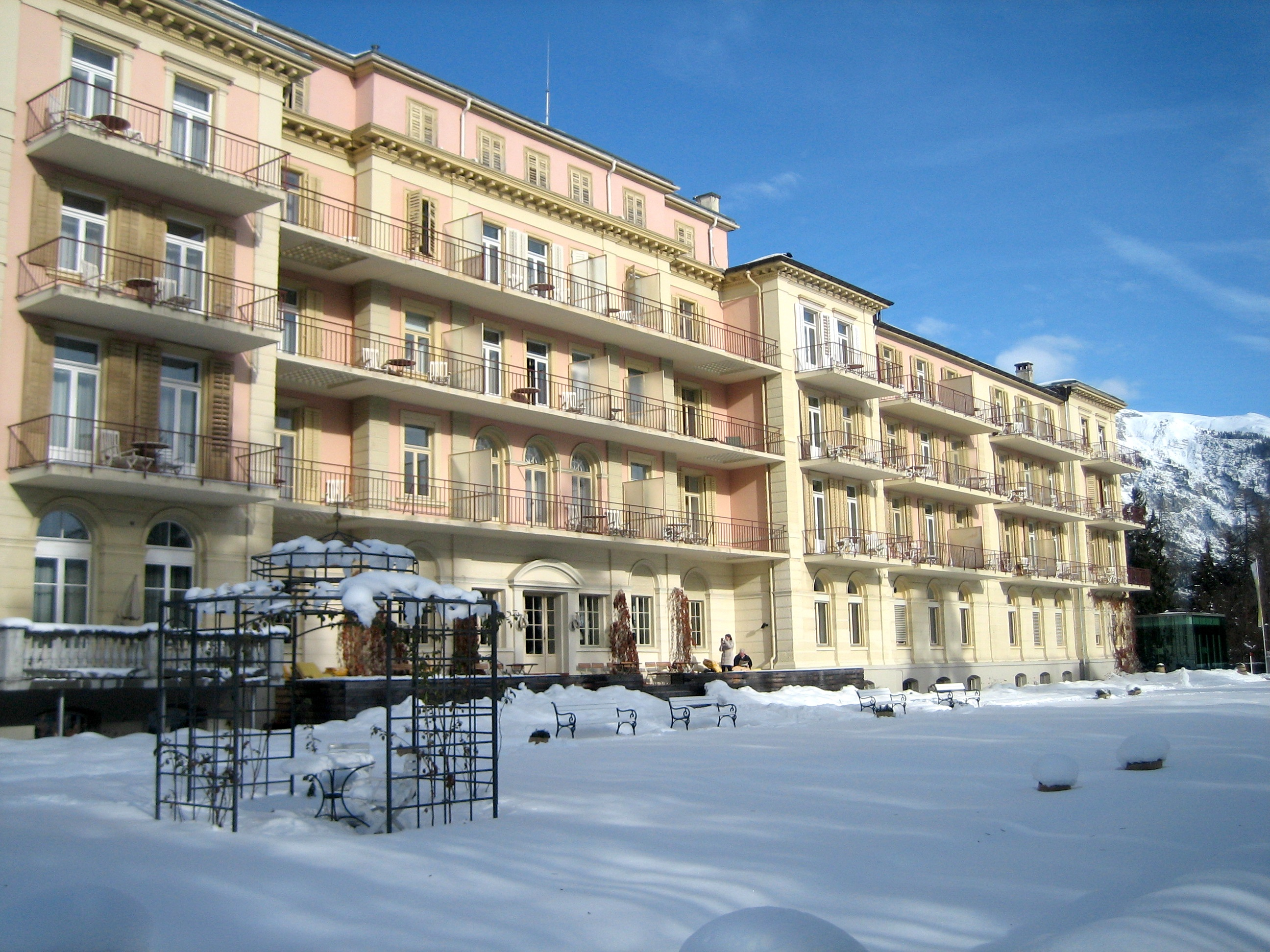
Ansicht von Süden

Das Waldhaus Flims, heute Waldhaus Flims Wellness Resort, ist ein Luxushotel in Flims im schweizerischen Kanton Graubünden. Es wurde 1877 eröffnet und gehört heute der «Z Capital Partners». Das Fünf-Sterne-Hotel gehörte zeitweise zum Verbund «The Leading Hotels of the World», später zu «Small Luxury Hotels of the World».
Das Hotel bietet 143 im Jahre 2016 renovierte Zimmer und Suiten, 16 Seminar-, Bankett- und Kongressräume, 4 Restaurants und 2 Bars in verschiedenen Gebäuden. Es besteht aus dem «Grand Hotel Waldhaus» im klassisch-feudalen Grand-Hotel-Stil, dem rustikaleren «Grand Chalet Belmont» und der im Sommerhausstil erbauten «Villa Silvana». Dazu kommt der Jugendstil-Pavillon mit seinen Tagungsräumen und dem Jugendstilsaal. Die drei Gästehäuser liegen im grössten Hotelpark der Schweiz mit einer Fläche von 200’000 m². Auf dem Areal stehen rund 24 Gebäude.

## Geschichte

### 19. Jahrhundert

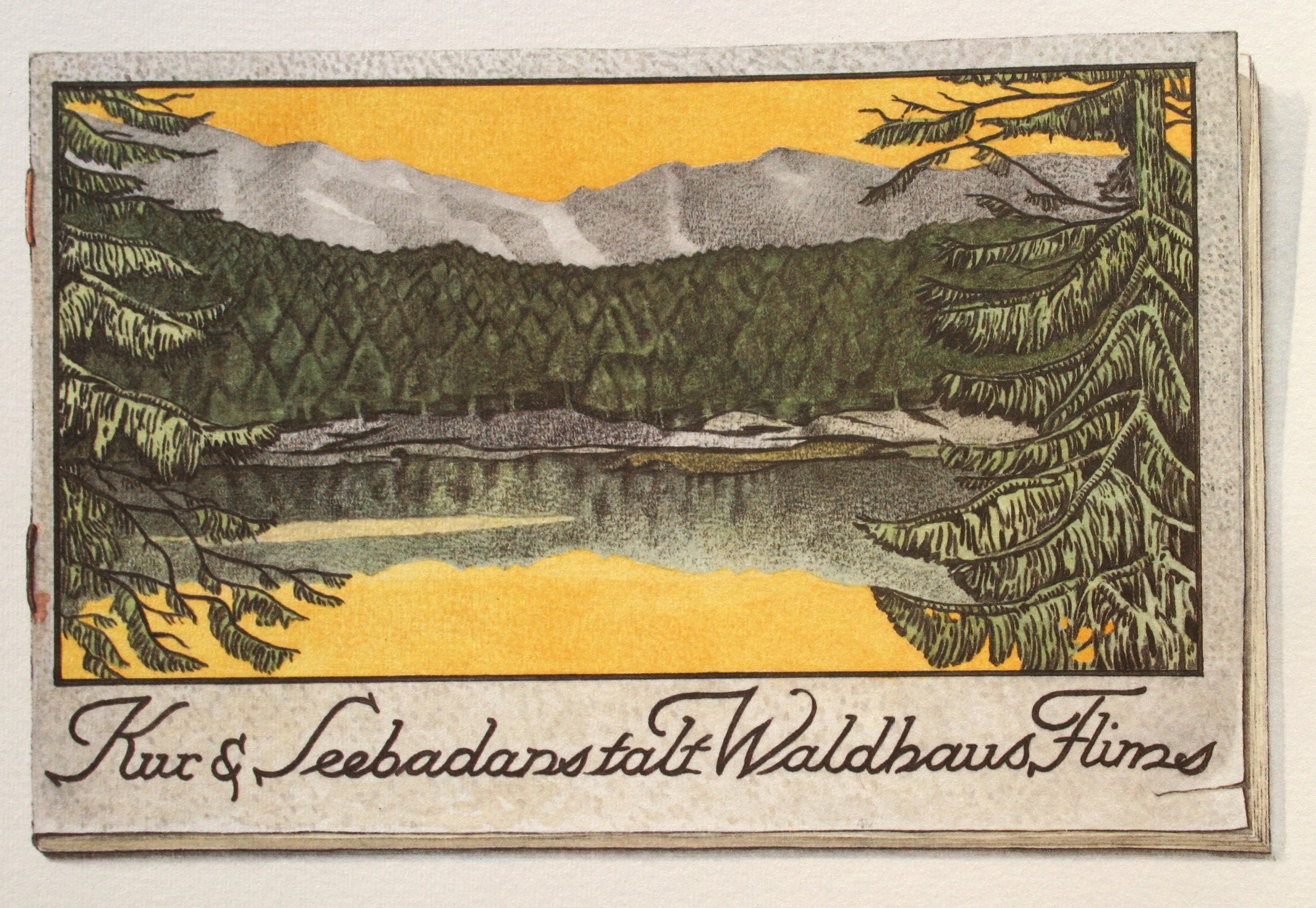
Der Caumasee auf dem Prospekt der Kur & Seebaldanstalt

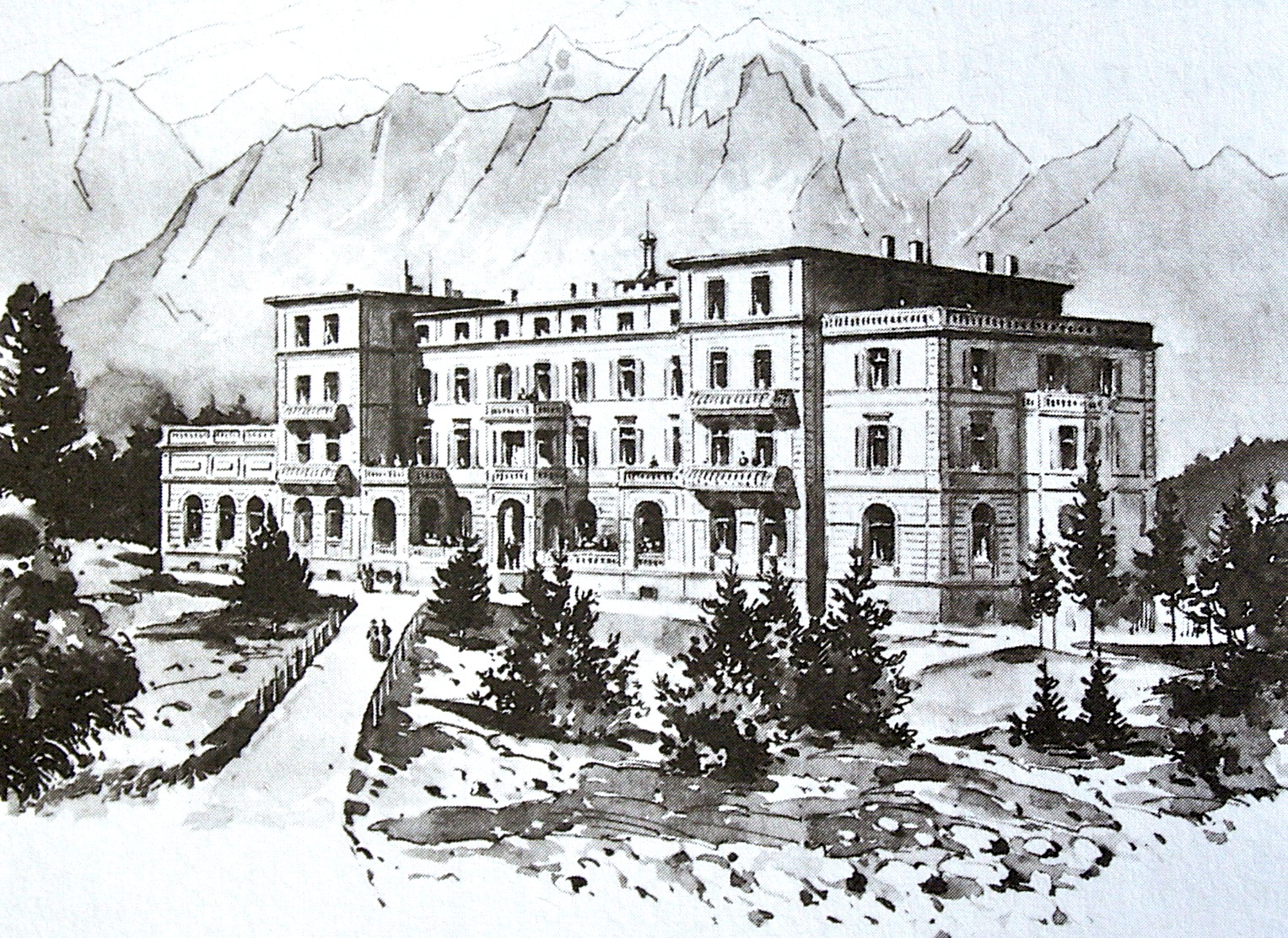
Nach der Fertigstellung 1877

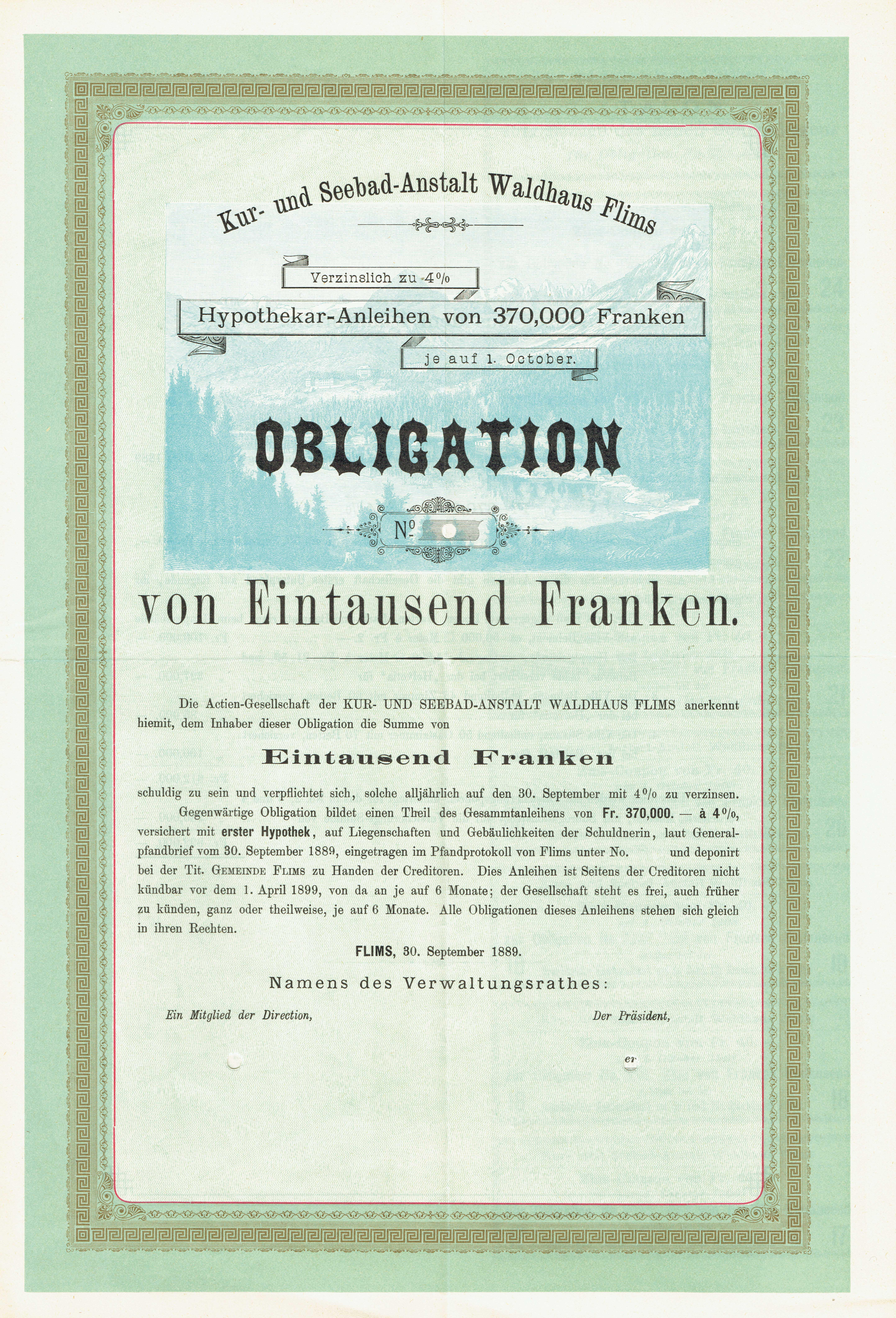
Anleihe der Kur- und Seebad-Anstalt Waldhaus Flims vom 30. September 1889

Die Geschichte des Waldhaus Flims begann 1869 mit der Gründung der «Kur- und Seebadanstalt Waldhaus Flims». Die beiden Churer Peter-Jakob Bener-Caviezel und Dr. Paul Lorenz erhielten von der Gemeinde Flims die Konzession zum Bau einer Kuranstalt und 60 Aktien zu 5000 Franken wurden zur Zeichnung aufgelegt. Die Gemeinde gewährte der Gesellschaft die ausschliessliche Nutzung des Caumasees und verkaufte ihr oberhalb der Waldhäuser eine weite Hügelkuppe, bedeckt mit Weideland und Lärchenwald zum Preis von 50 Rappen pro Quadratmeter. 1875 war das Aktienkapital einbezahlt und der Bau begann. Unter der Leitung des Architekten Lorenz aus St. Gallen entstanden ein Hotel mit 120 Betten, eine Sägerei, ein Postgebäude mit Stallungen und Wirtsstube, eine Wäscherei, ein Kuhstall, eine Wasserleitung von der Quelle Prausura und eine kleine Badeanstalt am Caumasee. 1877 wurde das Kurhaus mit fliessendem Wasser in der Küche eröffnet. Das ganze Areal wurde von einem Netz von Flanierwegen durchzogen, die an Tuffstein-Brunnen vorbei auf Rondelle führten oder hinter dem «Hotel Segnes» auf einen Aussichtsfelsen. Viele dieser Spazierwege wurden durch die Anlage von Neubauten zerstört. Der Park nach Flims Waldhaus verwaldete, nachdem er nicht mehr beweidet wurde.
Direktor der Anstalt wurde der Hotelfachmann Johann Guggenbühl, der zuvor in Zürich den «Zürcherhof» geleitet hatte. Da sich der Betrieb gut angelassen hatte, wurde 1881 neben dem Hauptgebäude die «Villa Belmont» als Dependance erbaut; damit stieg die Bettenzahl auf 200. Ein Kurarzt wurde eingestellt und dem Pächter des Kuhstalls wurde nahegelegt, auch Enten und Hühner zu halten. Zudem wurden ein Schweinestall, ein Pferdestall und ein neuer Kuhstall mit eigener Sennerei gebaut.
Die Kundschaft war international; Russen, Franzosen, Engländer, Amerikaner, Österreicher und Niederländer verbrachten oft mehrere Monate im Kurhaus. Schweizer Gäste blieben meist nur für einige Wochen. Um der steigenden Nachfrage nach Luxuszimmern nachzukommen, wurde die «Villa Silvana» gebaut und 1889 eröffnet. Im selben Jahr wurde ein eigenes Elektrizitätswerk gebaut und das Hotel elektrifiziert. Es lieferte 60 PS und war damit das grösste private Werk des Kantons. Gleichzeitig wurde der Pensionspreis von 6.50 Franken auf 7 Franken erhöht.
1892 verstarb Direktor Guggenbühl nach kurzer Krankheit. Nachfolgerin wurde seine Frau, die mit ihren beiden Töchtern den Betrieb führte. Nur mit der Begrüssung und Verabschiedung der Gäste wurde der Sekretär Joseph Zahnder betraut. Für den Besuch der niederländischen Königin Wilhelmina mit Königinmutter Emma und Gefolge wurden 1893 in der Villa Silvana ein Zimmer mit Arvenholz eingekleidet, Wände eingezogen und neues Mobiliar angeschafft.

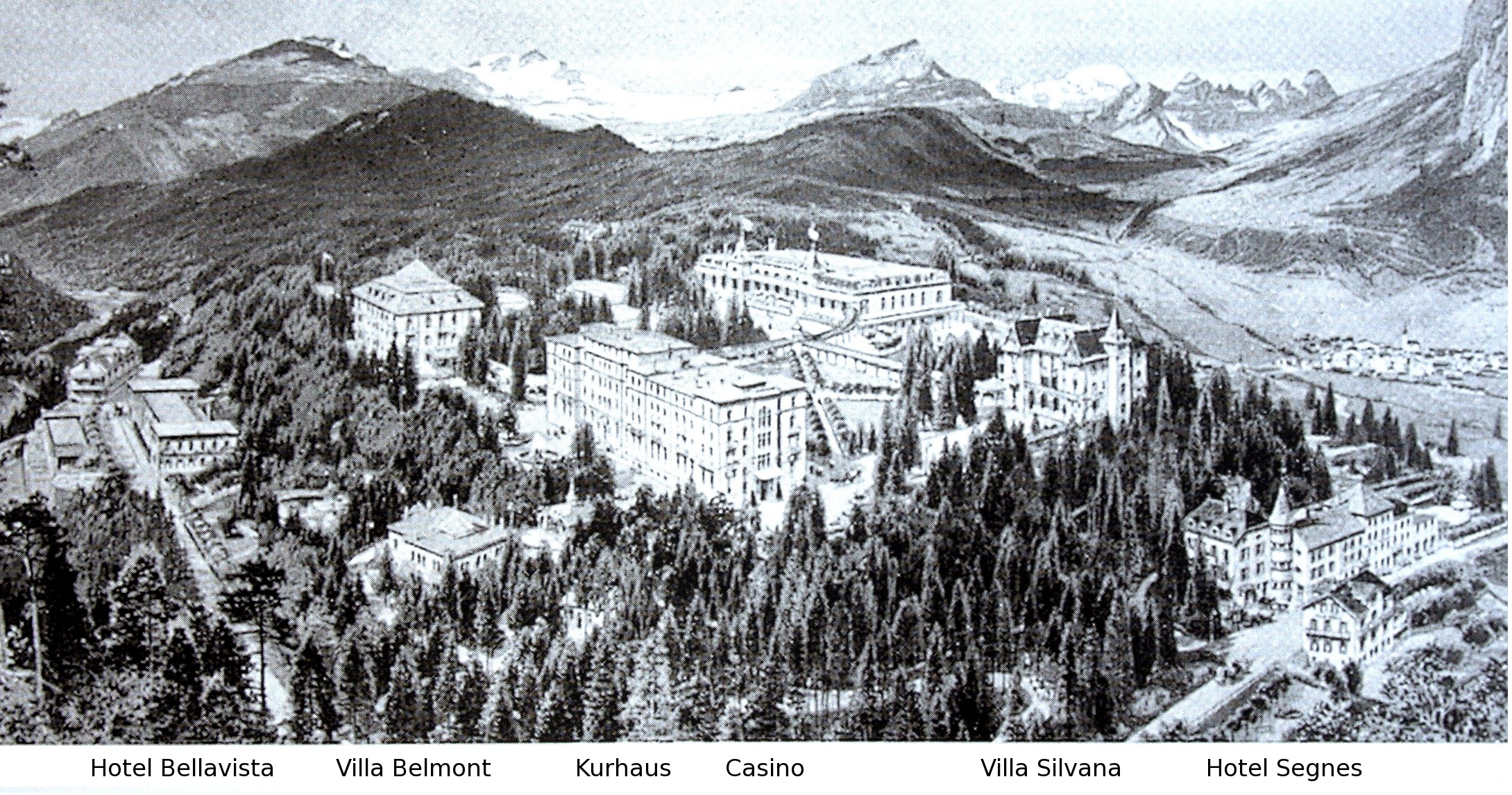
Übersicht

1893 verstarb Guggenbühls Gemahlin, die Direktion wurde darauf vom bisherigen Sekretär Zahnder und Guggenbühls Töchtern geführt. 1894 wurde eine eigene Bäckerei eingerichtet und ein neuer Holzherd angeschafft. In einem fernen Winkel des Parks wurde als Vorläufer eines Fitnesszentrums ein «Luftbad» mit Spiel- und Sportgeräten eingerichtet, für Frauen und Männer getrennt. Anstelle der gemeinsamen Table d’hôte konnten sich die Gäste gegen Aufpreis fortan an kleinen Tischen persönlich bedienen lassen. 1895 wurden die WC-Anlagen durch Wasserklosetts ersetzt, was den Bau eines neuen Wasserreservoirs bedingte. Ein Jahr später wurden alle drei Häuser mit einer Warmwasseraufbereitungsanlage und Bädern ausgestattet.

### 20. Jahrhundert
Im Jahr 1900 kaufte die Kur- und Seebadanstalt das «Curhaus Segnes» in Flims-Waldhaus an der Strasse in die Surselva – heute das Restaurant Pomodoro. Für die Leitung des wachsenden Hotelkomplexes wurde als Generaldirektion das Hotelier-Ehepaar Walther verpflichtet.
1901 wurde in einem eigens dafür gebauten Kiosk ein Telefonanschluss installiert; aus Furcht vor Kurzschlüssen in sicherer Entfernung des Hauptgebäudes. Nach dem Ausbau des Parkplatzes wurde es an den Caumasee verbracht; sein weiteres Schicksal ist unbekannt. Im selben Jahr wurde der erste Tennisplatz gebaut.
1904 wurde als Unterhaltungsstätte das «Casino» gebaut, ein prunkvoller Jugendstilbau. Alle Gebäude wurden mit gedeckten Wandelgängen miteinander verbunden, für die ein Hügel zwischen den Gebäuden abgetragen wurde (Ende der 1970er-Jahre wurden diese Wandelgänge durch entsprechende unterirdische und somit geheizte Verbindungen ergänzt). Die Kuranstalt verfügte nun über 437 Gästebetten und über ein Aktienkapital von 1,1 Millionen Franken. Der Pensionspreis wurde auf 8 Franken erhöht. Im folgenden Jahr übernahmen der Engadiner Eduard Bezzola und seine Frau Clara die Nachfolge des Ehepaares Walther. 1908 wurde das ehemalige Posthotel in die Kur- und Seebadanstalt eingegliedert und erhielt den Namen «Bellavista» (heute das China Restaurant).

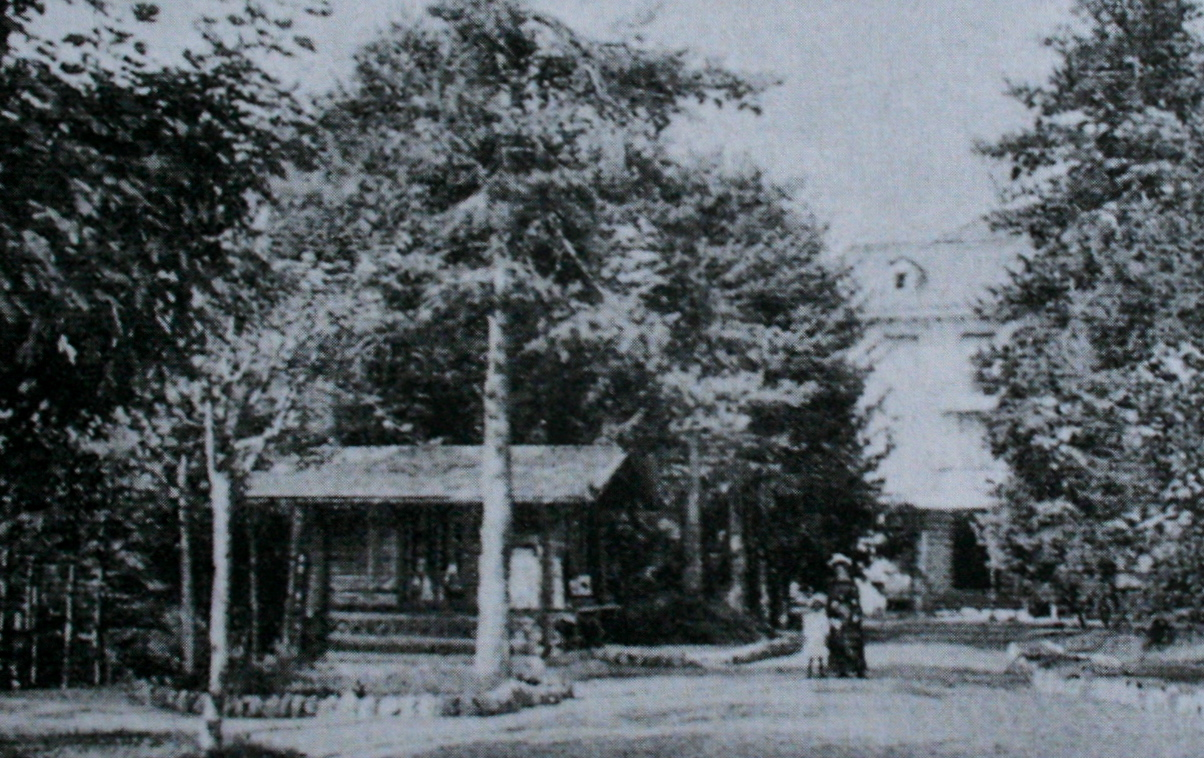
Telefonkiosk
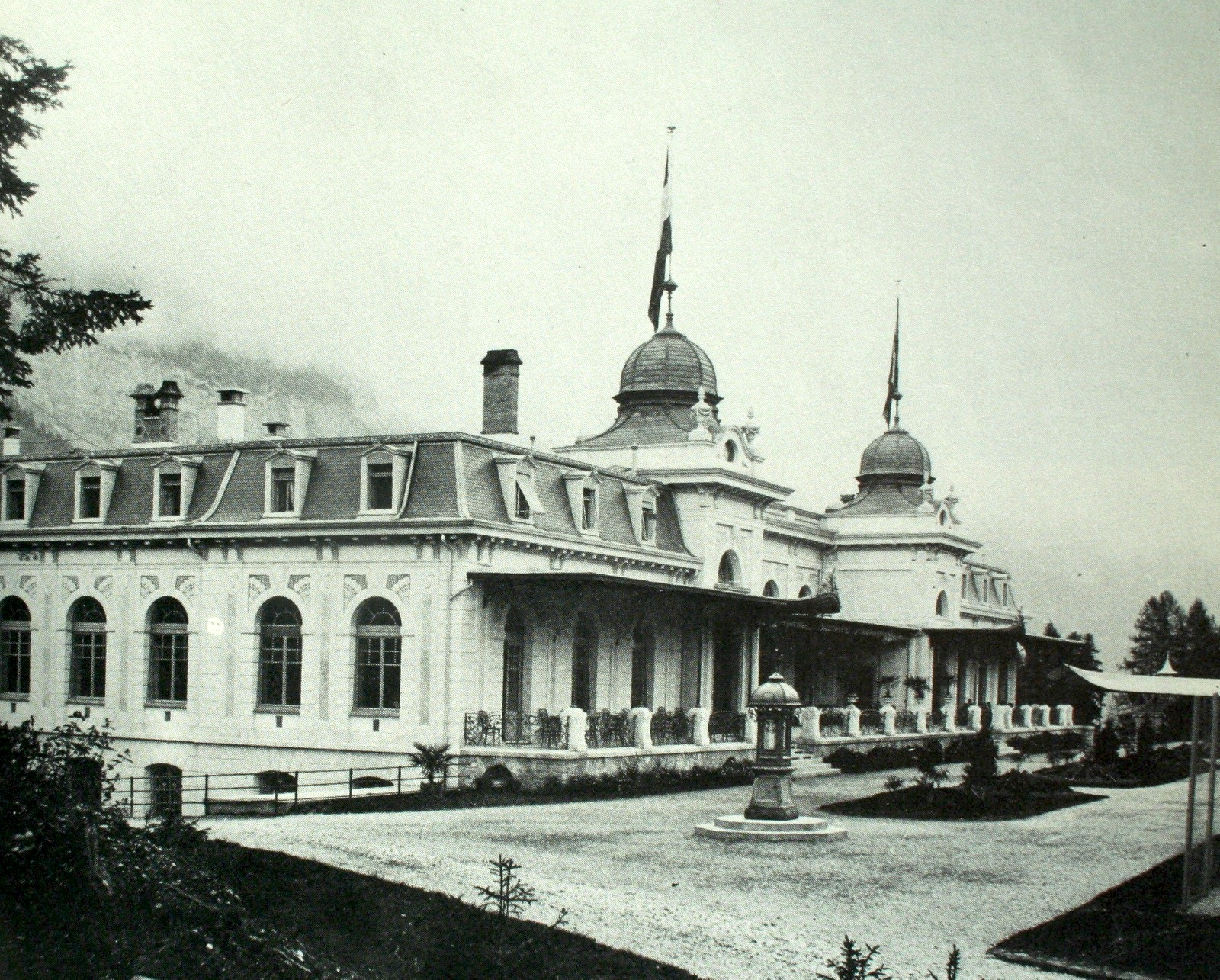
Casino 1904
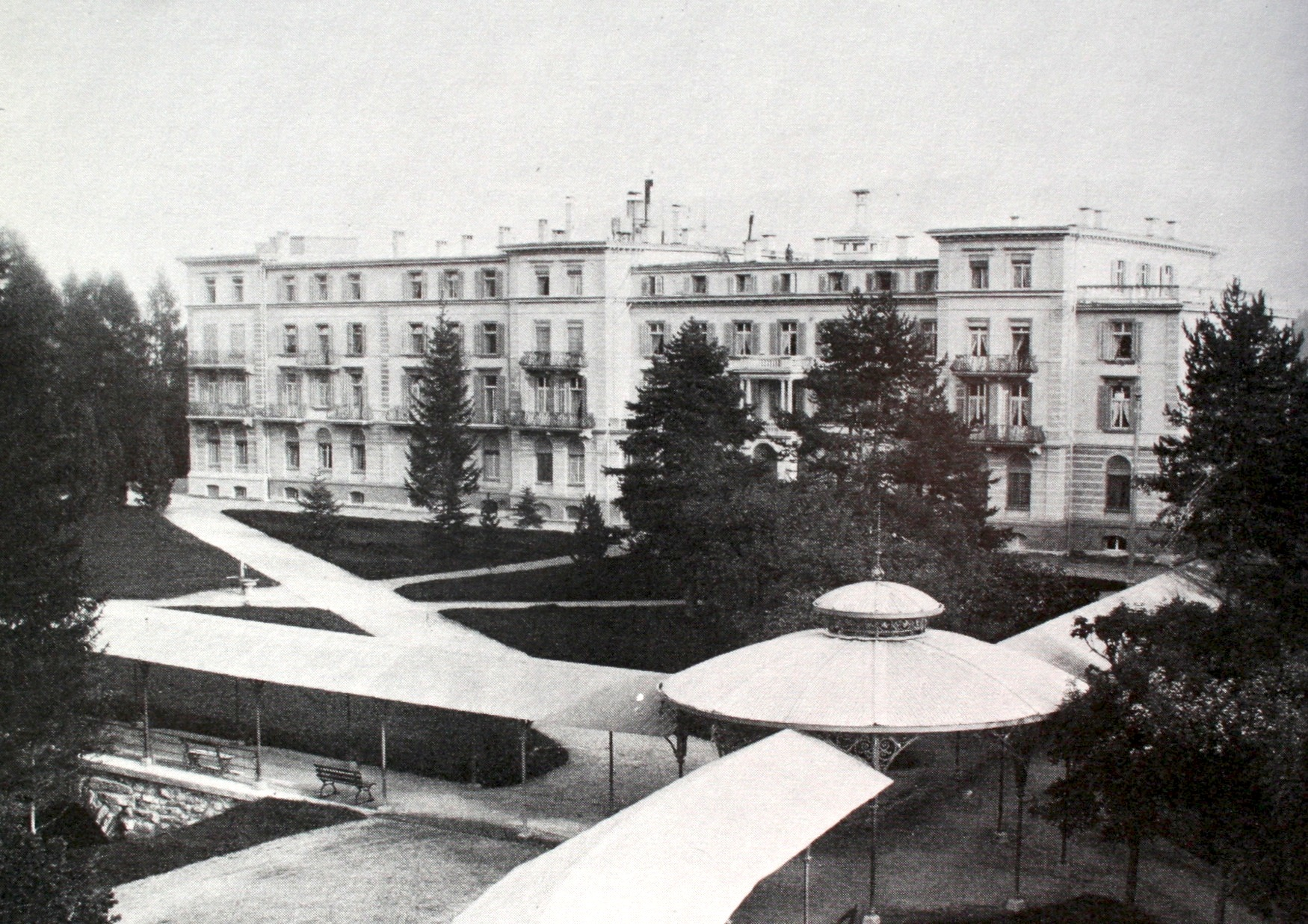
Waldhaus 1906
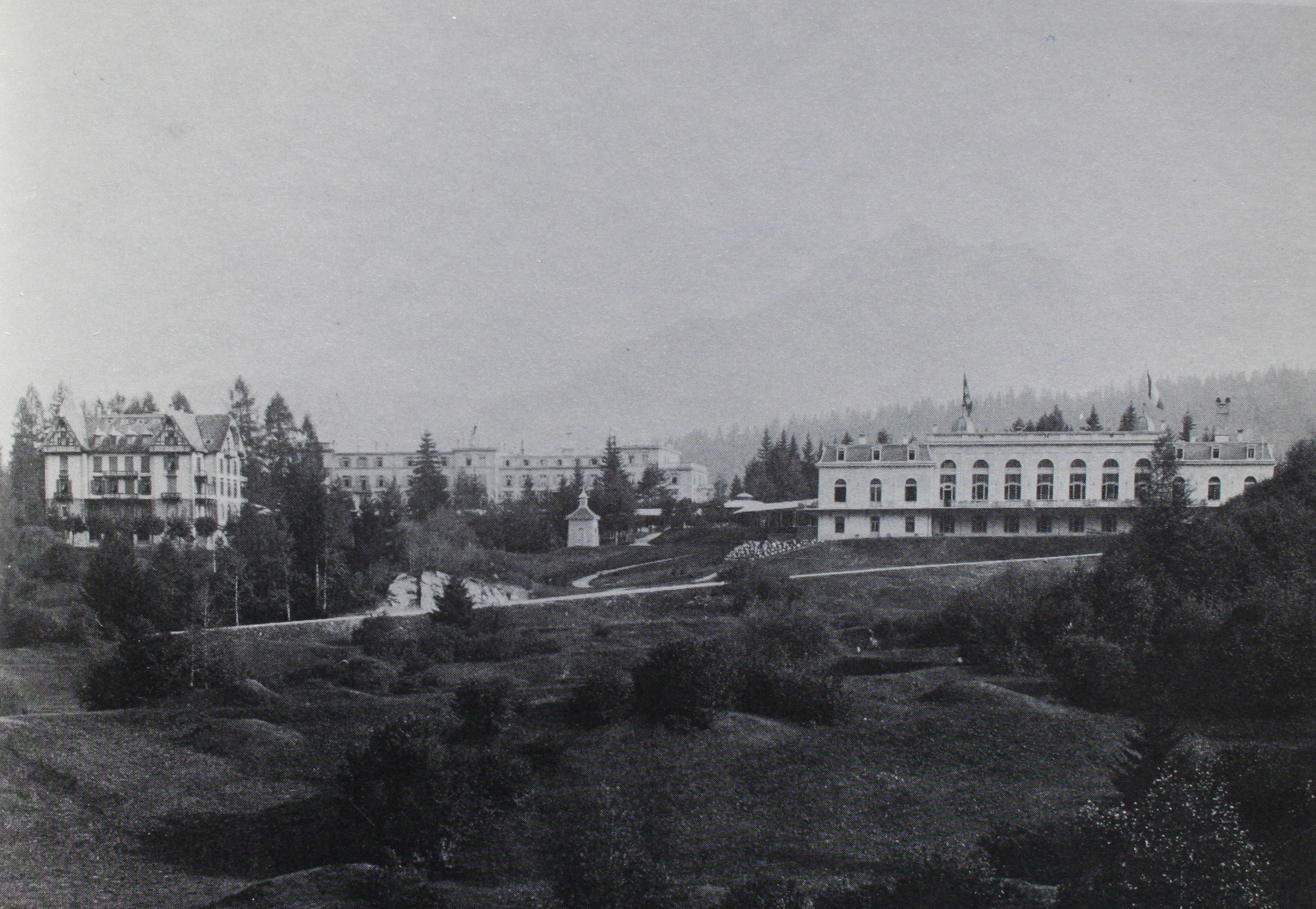
Villa Silvana, Kurhaus, Casino
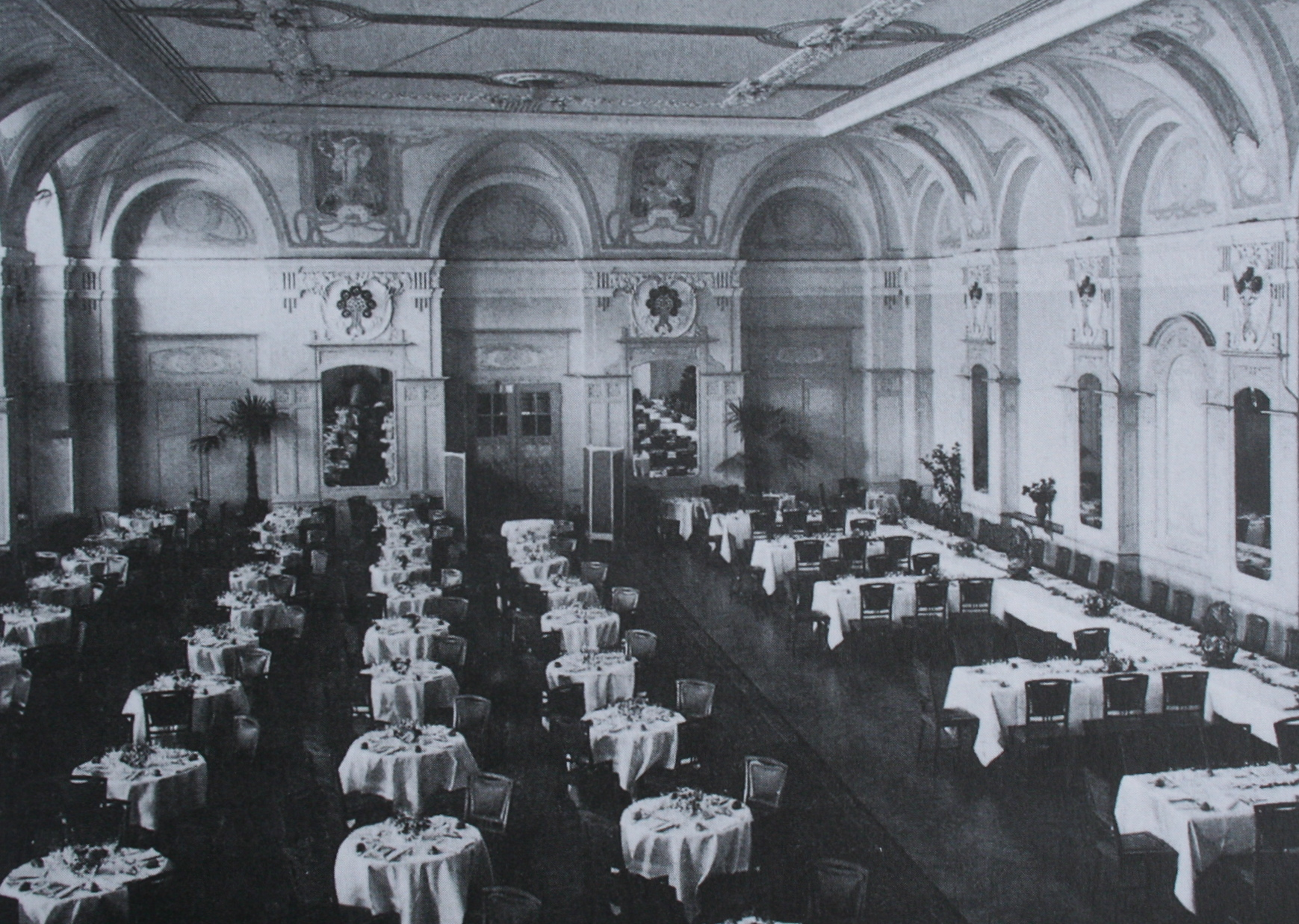
Speisesaal im Casino 1920

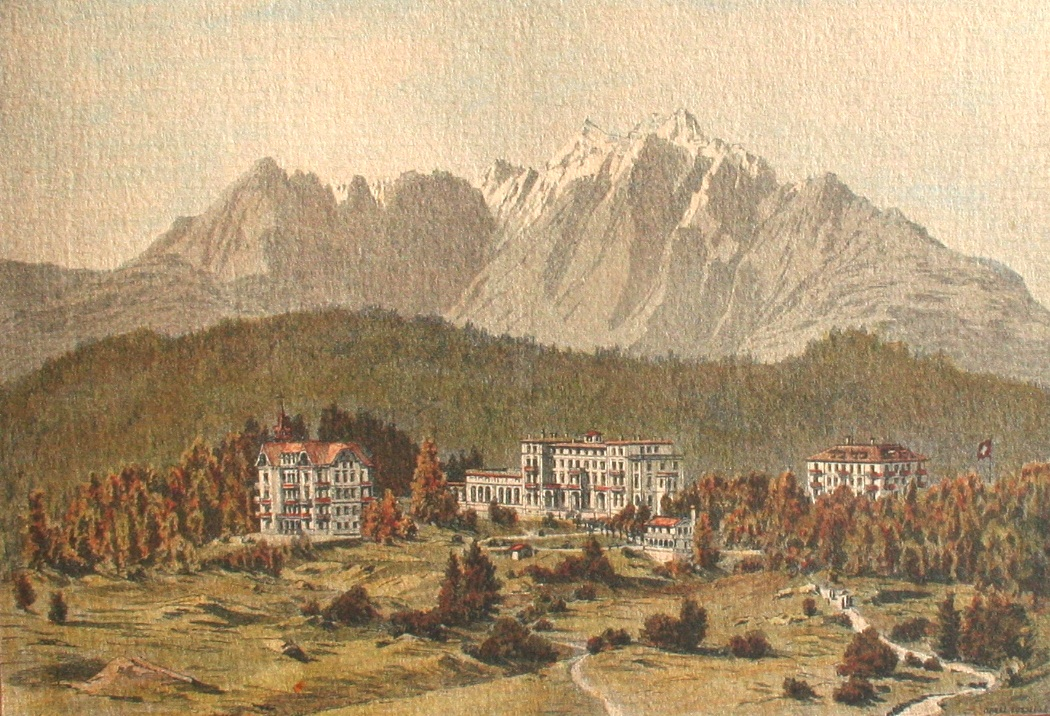
Villa Silvana, Kurhaus,
Villa Belmont

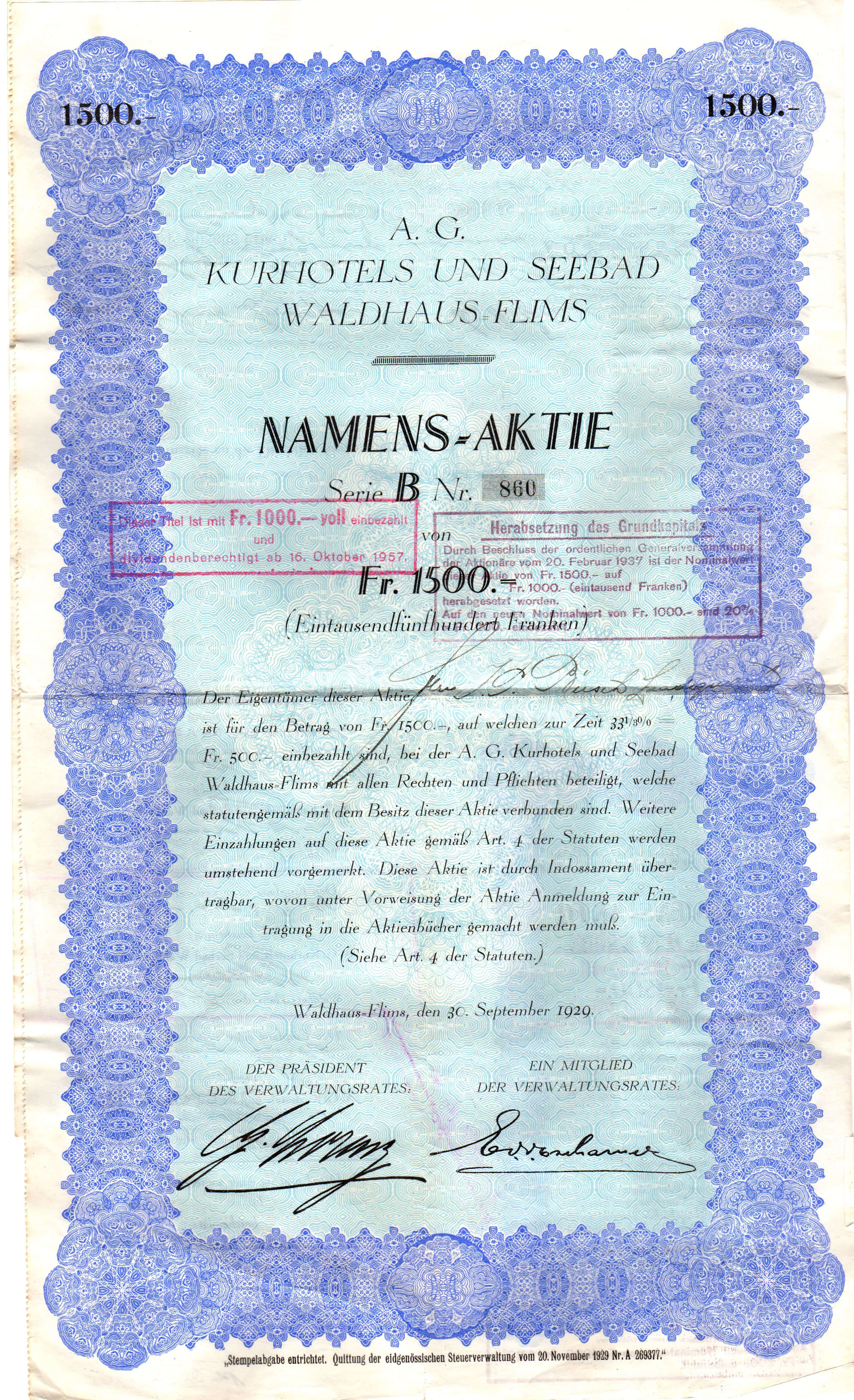
Namensaktie über 1500 Franken der AG Kurhotels und Seebad Waldhaus-Flims vom 30. September 1929

Nachdem sich im Laufe von zehn Jahren die Gefahrlosigkeit des Telefons bestätigt hatte, wurde 1910 die Telefonanlage erweitert und in das Hauptgebäude genommen. In einige Zimmer wurden erstmals Bäder eingebaut. 1920 fuhr erstmals ein Postauto, der Car Alpin, mit offenem Verdeck nach Flims und brachte neue Gäste. Eine Winterverbindung mit einem durch Raupen angetriebenen Postauto gab es erst 1926. In den Gästehäusern wurden 25 Bäder und Leitungen für fliessendes Wasser eingebaut. 1923 änderte die «Kur- und Seebadanstalt» ihren Namen in «AG Kurhotels und Seebad» und das Hotel hiess nun «Park Hotels Waldhaus».
Das Jahr 1927, in dem das Parkhotel seinen fünfzigsten Geburtstag feiern konnte, wurde zu einer erfolgreichen Saison; nach der Aufhebung des Fahrverbots im Kanton Graubünden kamen viele Privatgäste mit dem Auto nach Flims. Im Speisesaal wurde die Table d’hôte aufgehoben und die «Saaltöchter» durch vorwiegend italienische Kellner ersetzt. Roman Bezzola wurde Direktor des Parkhotels, 1943 wurde er Generaldirektor. Aus Angst vor Ansteckung durch Kinderlähmung blieben 1936 die Gäste fort, das Jahr wurde zur schlechtesten Saison seit 1915. Die freie Zeit wurde genutzt, um einen Golfplatz mit neun Löchern anzulegen; er blieb jedoch nur bis 1941 in Betrieb. 1937 wurde der Caumasee-Lift eröffnet.
1943 übernahm das junge Ehepaar Bezzola die Generaldirektion. Während des Krieges wurden im Rahmen der Anbauschlacht auf freien Flächen des Parks Gemüse, Kartoffeln und Getreide angepflanzt; eine Hühner- und Entenzucht wurde eröffnet. Wiederholt waren Offiziersstäbe in den Hotels untergebracht; die Offiziere waren gern gesehene Gäste.
Nach 70 Sommersaisons wurde das Hotel nach umfangreichen Umbauten 1947 erstmals im Winter geöffnet. Anlass dafür war die Gründung der Bergbahnen Flims und der damit verbundene Bau der ersten Sesselbahn nach Foppa-Naraus. 1948 öffnete das Waldhaus auch in der Vor- und Nachsaison. Im selben Jahr starb nach langem Leiden der langjährige Direktor Eduard Bezzola. In den 1950er Jahren entwickelte sich das einstige Kurhaus zum betriebsfreudigen Sporthotel mit Mittagsbuffets und Festen in der Dancing-Bar «Il Tschaler», zu denen als wichtige Teilnehmer die Skilehrer gehörten. Die Logiernächte im Sommer und im Winter nahmen deutlich zu. Nach zahlreichen Um- und Neubauten von Küchen, Dancings, Speisesälen und Kellern brachte das Jahr 1962 grössere Umbauten, als das «Hotel Segnes» nach dem Anbau eines Flügels nun 120 Betten Platz bot. Beim Hauptgebäude wurden eine kleine Eingangshalle und ein neuer Speisesaal angebaut.

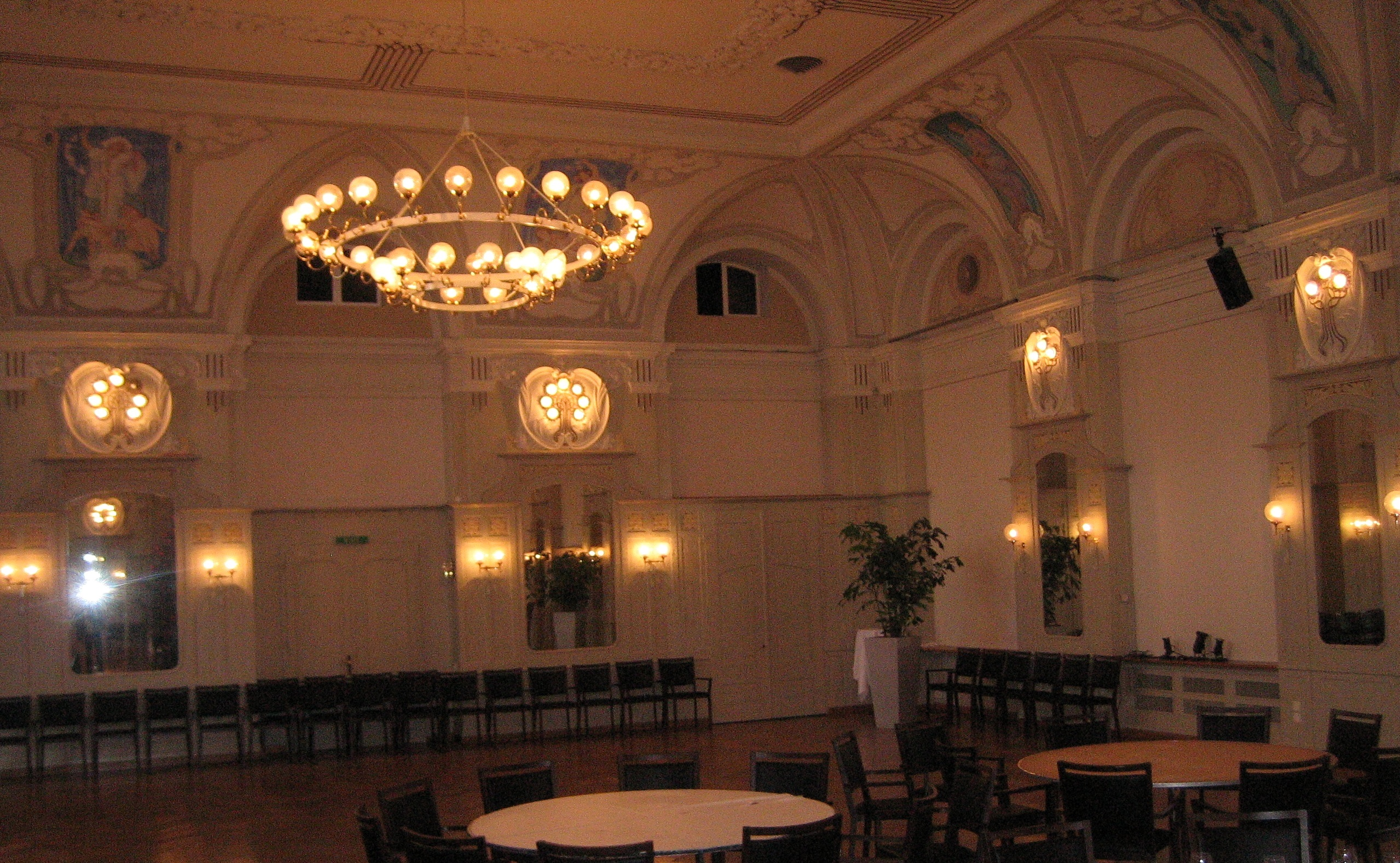
Jugendstilsaal im Pavillon

Am 8. Juni 1967 wurde das Hallengartenbad und eine neue Curlinganlage eröffnet. 1969 ging der Caumasee mit allen Einrichtungen für eine halbe Million Franken an die Gemeinde Flims zurück. Der Umsatz der AG Kurhotels stieg jährlich um 10 Prozent, die Dividende der Aktionäre betrug 9 Prozent. Das «Hotel Bellavista» wurde 1970 zu einem Hotel garni umfunktioniert; ein Jahr später wurde der Jugendstilsaal aufwändig restauriert. 1972 wurden die einzelnen Gebäude durch unterirdische Gänge miteinander verbunden. Für Kinder bzw. Eltern wurde ein hoteleigener Kindergarten eingerichtet.
1975 wurde das Ehepaar Hugo Nussli-Bezzola neuer Generaldirektor; sein Vorgänger Roman Bezzola war 45 Jahre tätig gewesen, davon 40 als Direktor bzw. Generaldirektor. Die Generaldirektion wurde 1979 abgeschafft; neuer Direktor wurde Riet Frey. Der bisherige GD Hugo Nussli blieb im Verwaltungsrat.

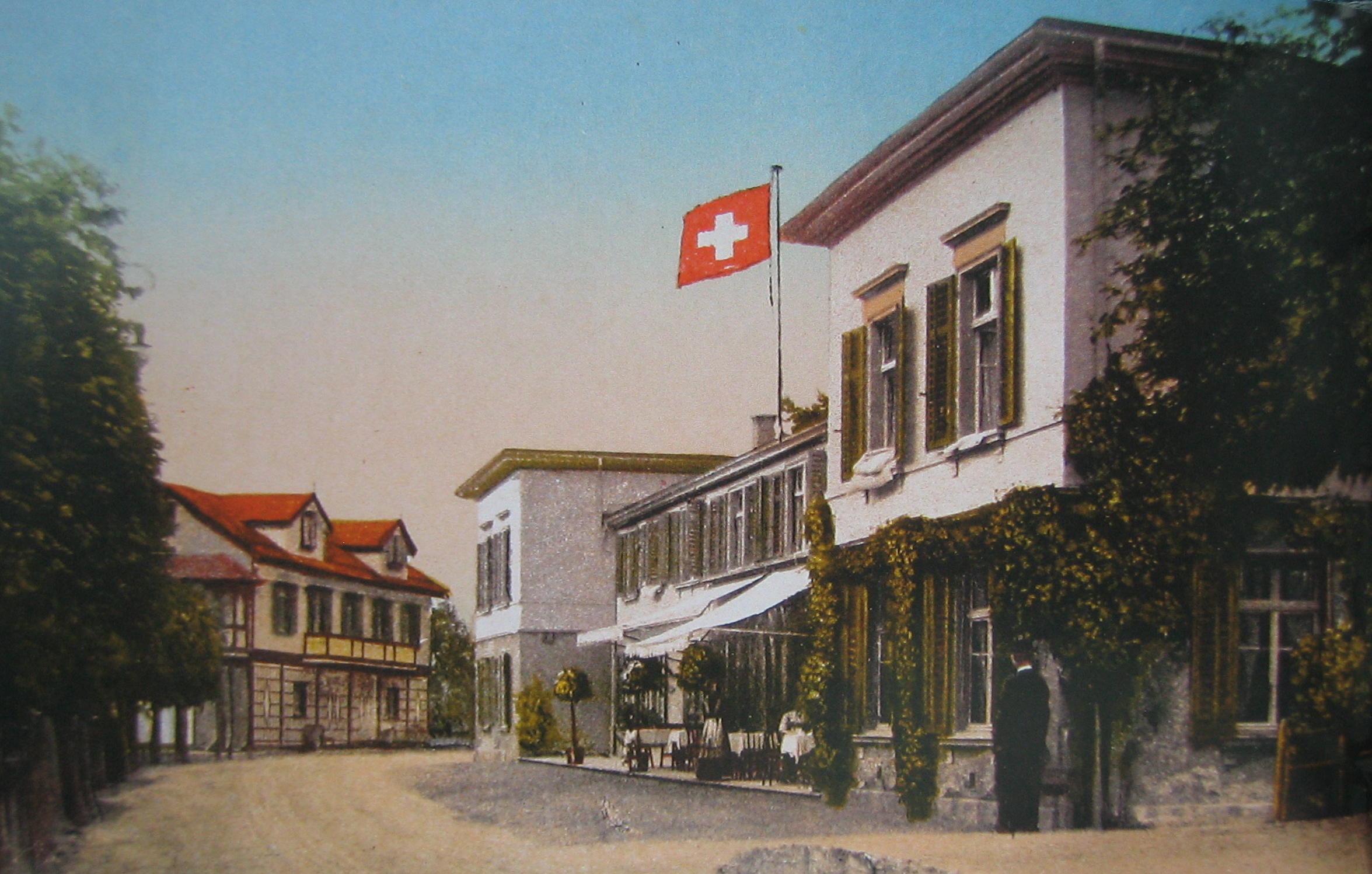
Posthotel Bellavista 1912
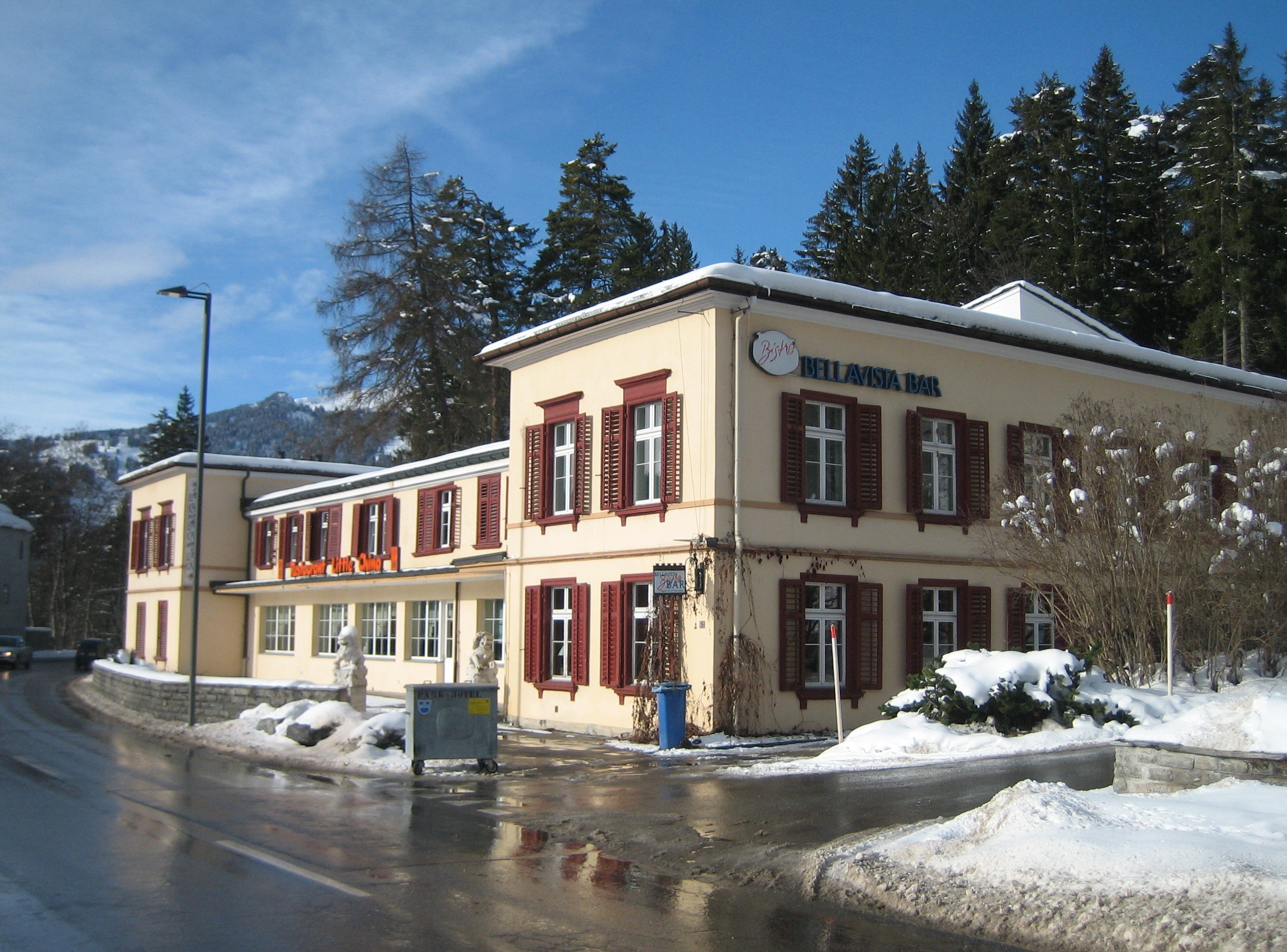
Das «Bellavista», später Chinarestaurant
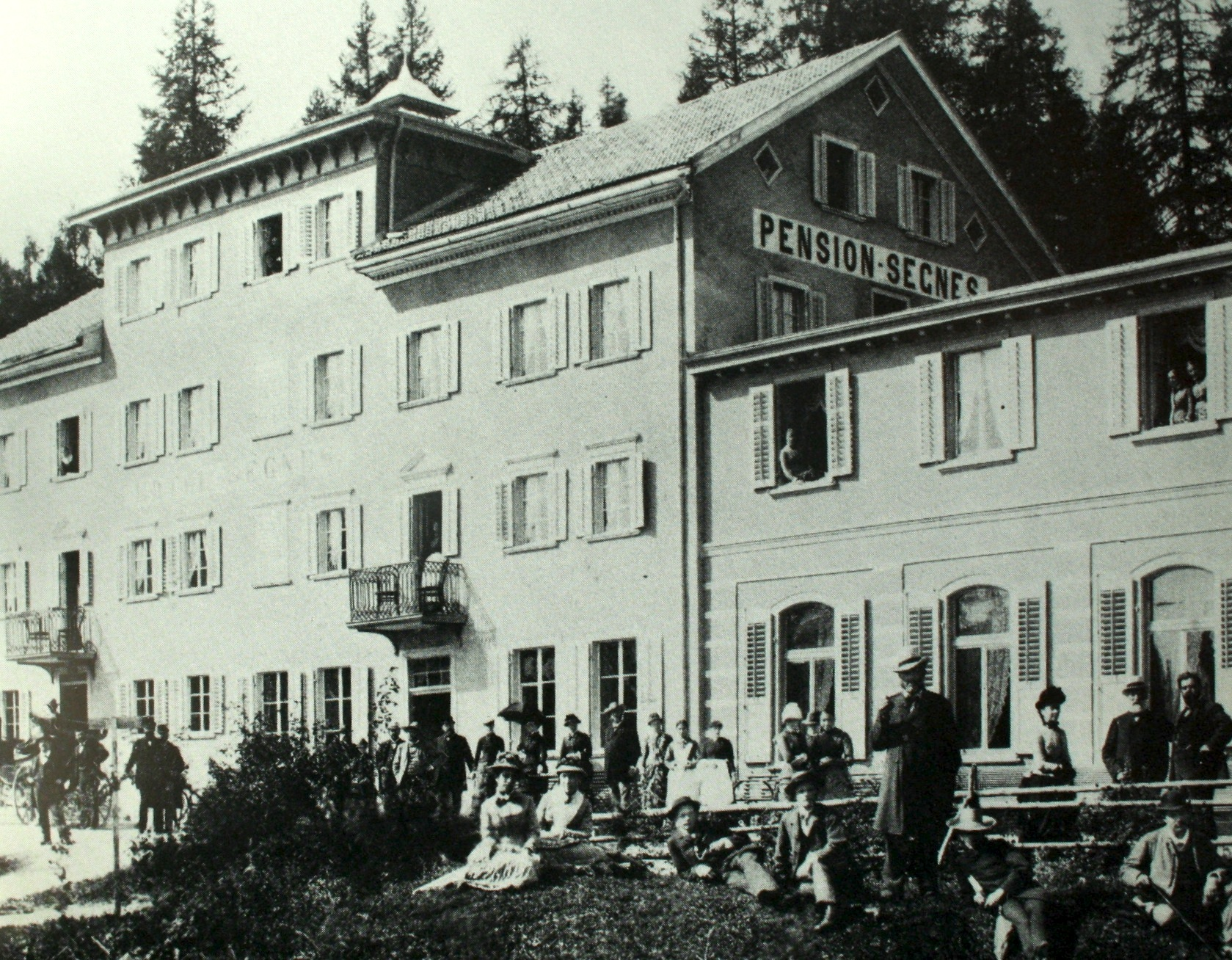
«Curhaus Segnes» 1882
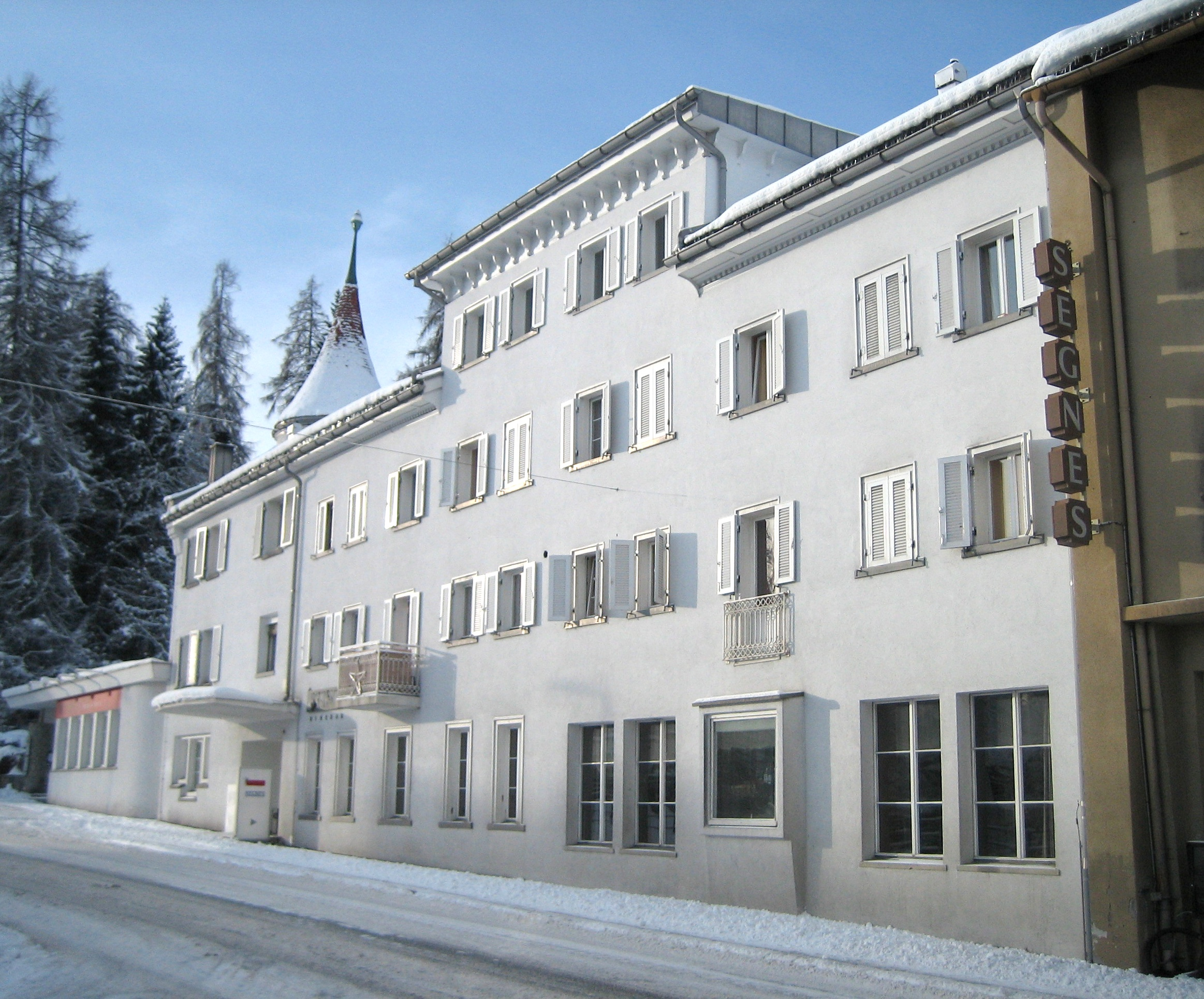
«Segnes» 2009

1981 entstanden die Tiefgarage und beiden Appartementhäuser «Runca» und «Miramunt»; die Käufer der Ferienwohnungen konnten die Infrastruktur des Hotels mitbenützen. Mit dem Erlös aus dem Verkauf wurde die Renovation und Umgestaltung der «Villa Belmont» finanziert; Eigentumswohnungen, Suiten und Tagungsräume wurden eingebaut. 1984 wurde sie wieder eröffnet. Erstmals überstieg der Umsatz die Grenze von 10 Millionen Franken. Die Direktion wurde von Josef und Marianne Müller übernommen. 1988 wurde das nicht mehr rentierende «Hotel Segnes» zum Restaurant «Pomodoro» umgestaltet; die Hotelzimmer wurden für das Personal gebraucht. Dem ehemaligen «Bellavista» ging es ebenso: Es wurde zu einem Chinarestaurant.

### Hotelmuseum

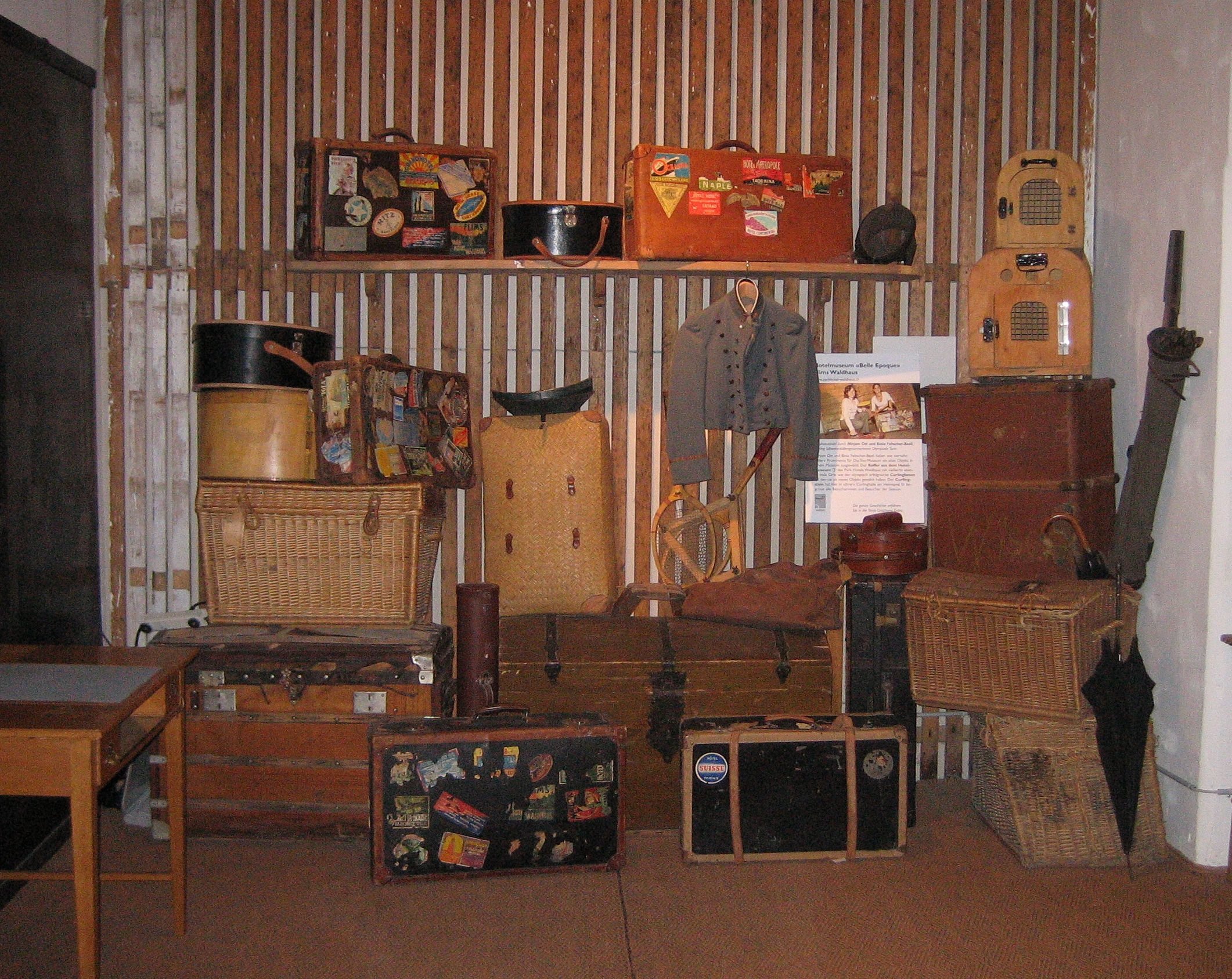
Im Hotelmuseum

1990 änderte die «AG Kurhotels Flims-Waldhaus» ihren Namen zu «Park Hotels Waldhaus AG» Das erste Hotelmuseum der Belle Époque wurde 1992 zusammen mit einem Künstlerteam in den Kellerräumen unterhalb des Casinos eingerichtet. Zahlreiche Gebrauchsgegenstände wurden aus Kellern und Estrichen geholt und dokumentieren die über hundertjährige Hotelgeschichte. Nach dem 1995 eröffneten Museum in Gedenken an den Flimser Architekten Rudolf Olgiati wurde 1996 die Kristallsammlung des Strahlers Paul Membrini im ehemaligen Weissweinkeller des Pavillons ausgestellt.

### 21. Jahrhundert
Nach fast zwanzig Jahren in der Direktion verabschiedeten sich Josef und Marianne Müller im Jahr 2000; ihre Nachfolger wurden Christoph und Sabina Schlosser bis 2010. Ab Mai 2010 führten Yasmin und Urs Grimm Cachemaille das Resort, ihnen folgte Peter Schoch im April 2016.
Umfangreiche Bautätigkeit brachten die Jahre 2003 bis 2005: Die «Villa Silvana» wurde umfassend renoviert, das 1967 erbaute Schwimmbad wurde abgerissen und vor dem Pavillon als gläsernes Bade- und Wellnesscenter neu gebaut. Architekten waren Hans Peter Fontana aus Flims und Pia Schmid aus Zürich. Die alte Terrasse des Pavillons wurde wieder herstellt; ebenso die Jugendstilelemente von Halle und Eingangsbereich. Anstelle der alten Wäscherei entstand die Residenz «Wald Park» mit Eigentumswohnungen. Die Residenzen «Ententeich» und «La Cauma» entstanden 2005 bzw. 2007.
2009 verschwanden die Lärchen auf der ursprünglichen Rondelle nördlich des «Hotel Segnes», um der Überbauung «Promenada» Platz zu machen; der darüber liegende Aussichtsfelsen war schon durch den Bau der Curlinghalle vom Wegnetz abgeschnitten und hat die weiteren Bautätigkeiten bis im 2011 unerwarteterweise überlebt.

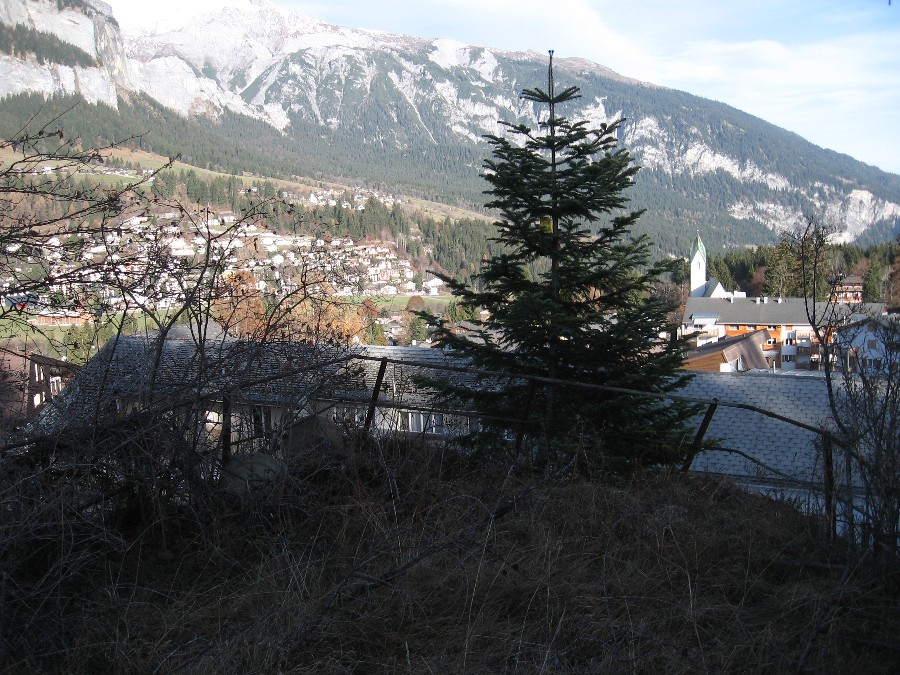
Vergessener Aussichtspunkt eines Flanierweges über dem Hotel Segnes mit rostendem Geländer

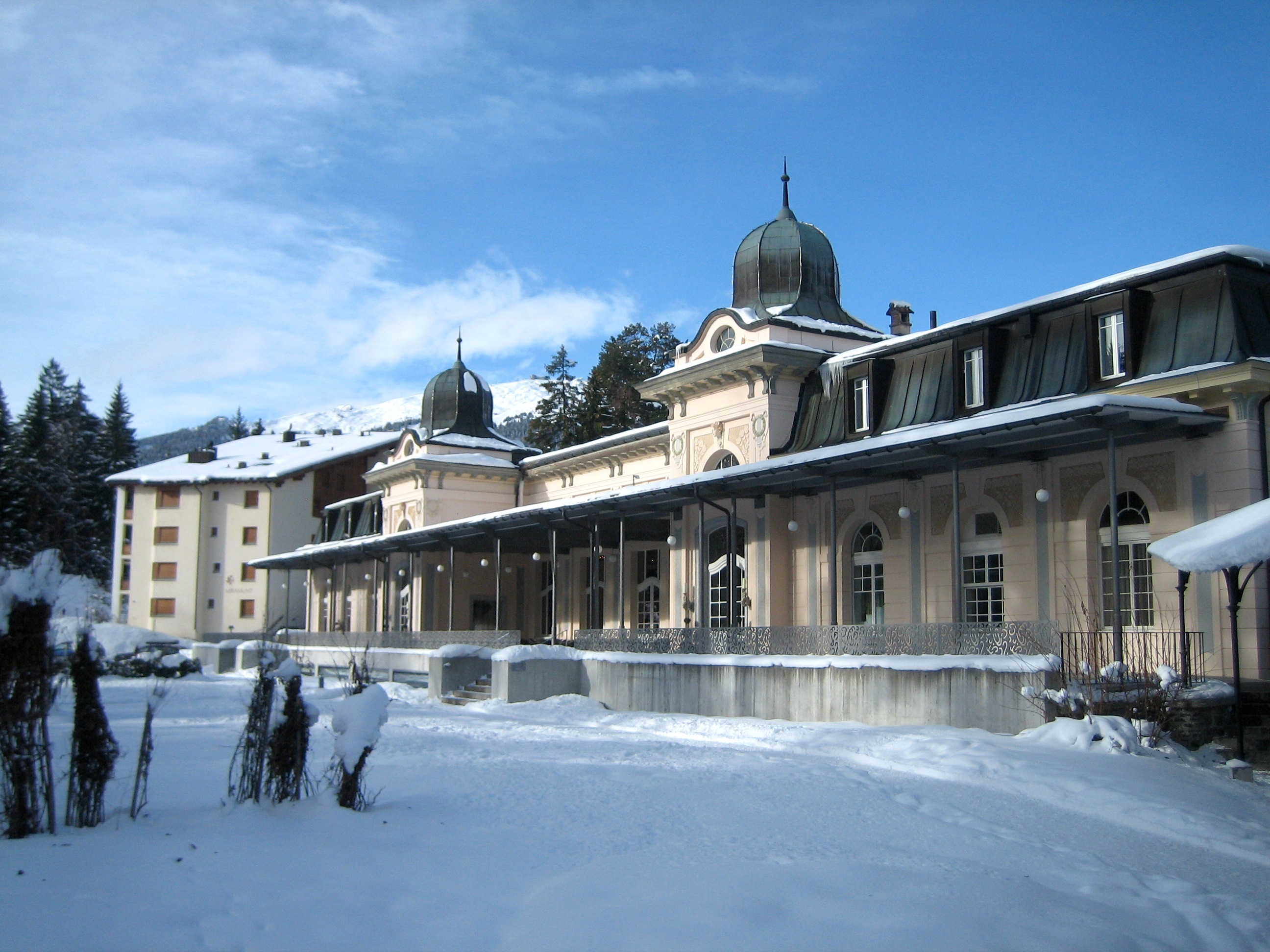
Pavillon
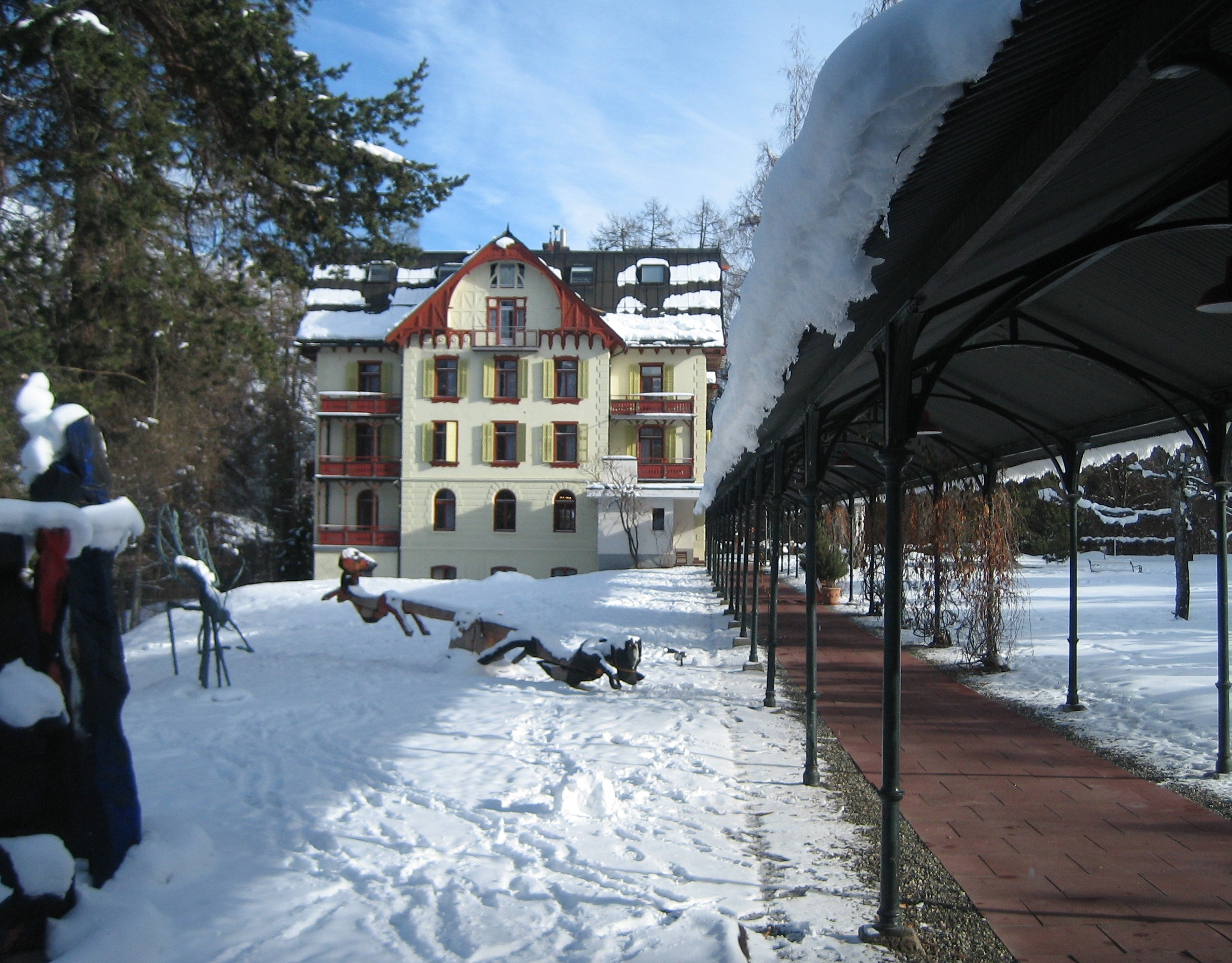
Passage zur «Villa Silvana»

2004 drehte das Schweizer Fernsehen für die Sendung «Quer» eine Doku-Soap-Serie in sechs Folgen über den Alltag in einem Fünfsternehotel. Auch die Galasendung zum 1. August 2006 wurde im Waldhaus gedreht. 2006 fand zudem die Herbstsession der eidgenössischen Räte teilweise im «Waldhaus» statt. Ebenfalls 2006 trennten sich die Nachkommen der Bezzola-Familie von einem grossen Aktienpaket. Es wurde von Hans Rudolf Wyss übernommen. Aus der «Park Hotels Waldhaus AG» wurde «Waldhaus Flims Mountain Resort AG».
Am 7. April 2015 deponierte die Betreibergesellschaft ihre Bilanz. Gemäss ihren Angaben führte ein zusätzlicher Abschreibungsbedarf von 30 Millionen Franken zur Überschuldung der Gesellschaft. Das Hotel wurde von der Auffanggesellschaft WF Hotelmanagement GmbH vom Konkursamt gemietet und weitergeführt. Mitte Dezember 2015 wurde die Übernahme durch die US-amerikanische Investitionsgesellschaft Z Capital Partners  bekannt.

## «Flimser Panorama»

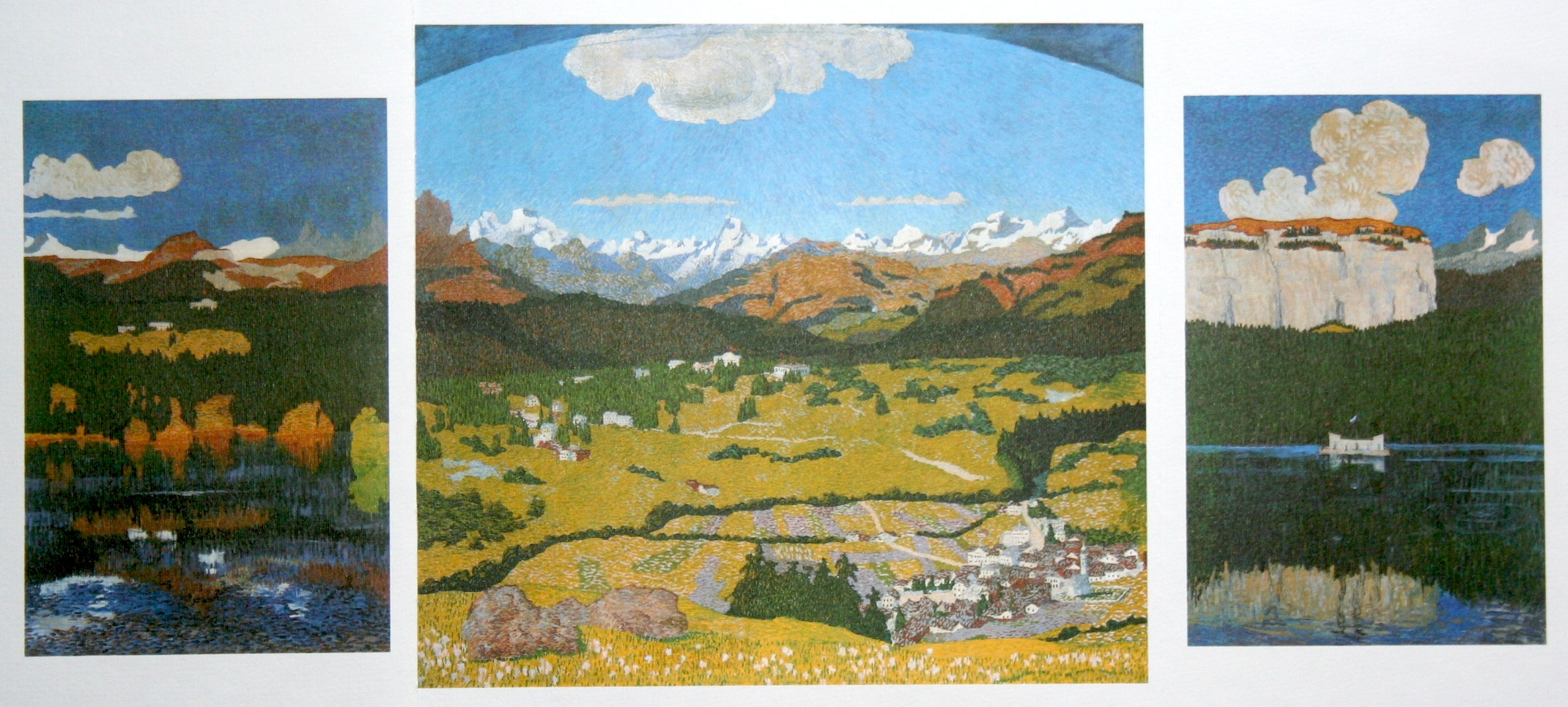
«Flimser Panorama» von Giovanni Giacometti, 1904

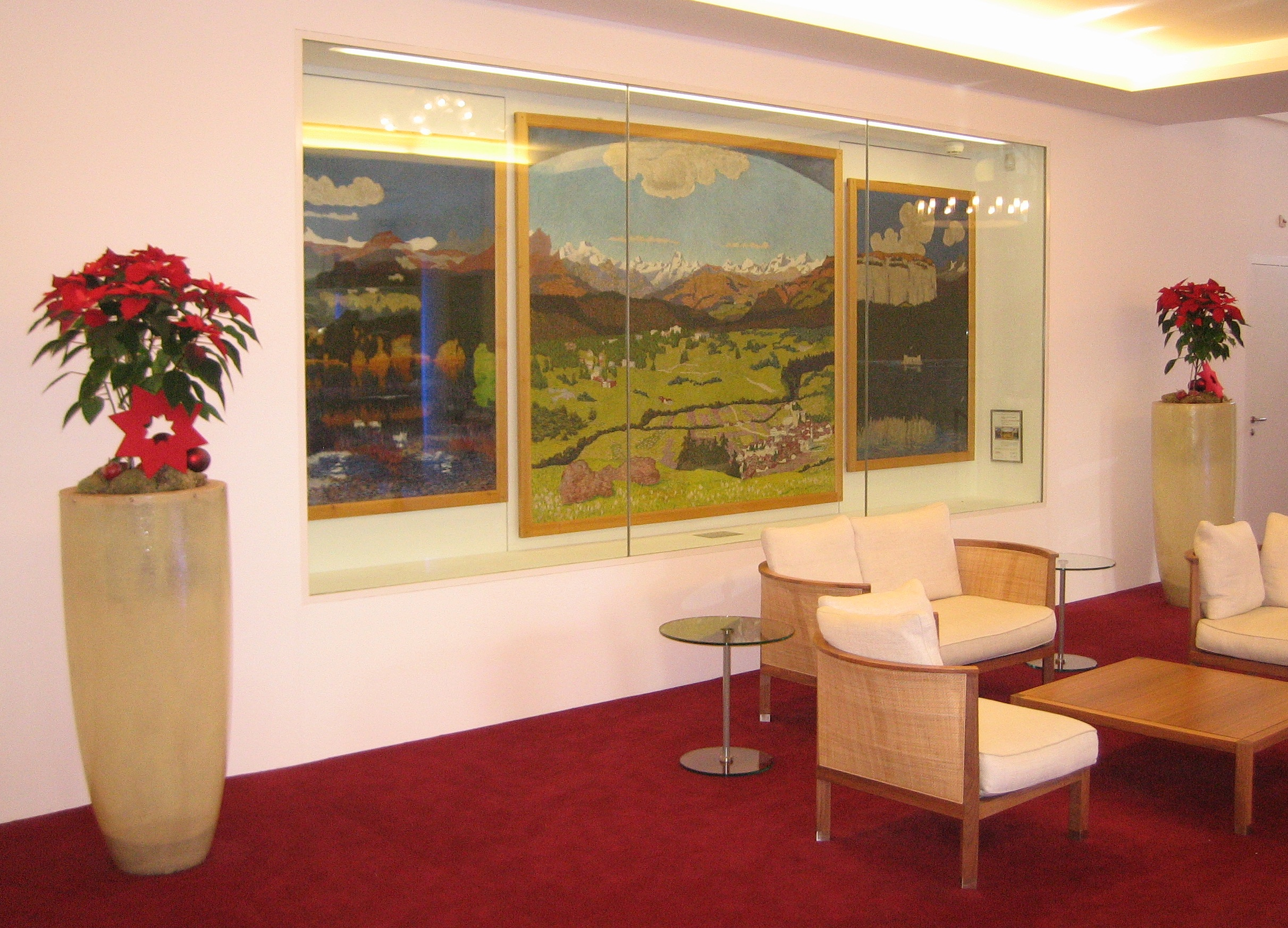
Flimser Panorama

Das Triptychon war 1904 von Direktor Walther bei Giovanni Giacometti für die Eröffnung und Dekoration des Casinos in Auftrag gegeben worden. Anlässlich der ersten Renovierung des Pavillons wurde das Bild abgehängt und mal hier, mal dort ausgestellt. Zuletzt hing es in der Eingangshalle des Pavillons.
Bei einer Renovierung des Pavillons erkundigte sich Direktor Roman Bezzola 1968 beim Kunstmuseum Chur nach dem Wert des Bildes. Das jedoch zeigte kein Interesse, warnte vor einer teuren Restaurierung des Bildes und wollte es nicht einmal geschenkt haben; Giovanni Giacometti galt als «Plakatmaler». Also wurde das Bild zusammengerollt und verstaut, bis es 1986 von Direktor Müller wiederentdeckt wurde, der seinen Wert erkannte und es restaurieren liess. Seither hing es im Korridor beim Hoteleingang.
Im Zuge der Renovation 2016 beschlossen die neuen Eigentümer des Hotels, das Werk zu verkaufen. Ein Schweizer Privatsammler ersteigerte es im Juni 2016 für 4,05 Millionen Franken inklusive Aufgeld.

## Auszeichnungen (Auswahl)
- Gault-Millau: «Hotel des Jahres» 2004/05[13]
- «Wellness Aphrodite» 2005
- Kulturpreis des Kantons Graubünden, 2005
- Internationaler Rat für Denkmalpflege ICOMOS 2005[14]
- Deutscher Restaurant & Hotel Guide: «Hotel des Jahres» 2007